# Euphyia subguttaria
Euphyia subguttaria är en fjärilsart som beskrevs av Herrich-Schäffer 1855. Euphyia subguttaria ingår i släktet Euphyia och familjen mätare. Inga underarter finns listade i Catalogue of Life.